# Tonmi Lillman
Tonmi Kristian Lillman (3. června 1973 – 14. února 2012, Kouvola, Finsko) byl finský bubeník. Ve skupině Lordi byl znám pod přezdívkou Otus.
Tonmi Lillman pod svým civilním jménem působil v kapelách Kylähullut, Vanguard, 3rror, Sinergy a To/Die/For. Zde hrál především na bicí. Dále ale zvládal hru na kytaru, baskytaru a keyboard. Na bicí hrál od devíti let. Jelikož byl ve Finsku uznávaný hudebník, objevil se i na dalších albech mnoha sólistů i kapel. V roce 2012 tragicky zemřel z veřejnosti zatím neznámého důvodu.